# (3261) Tvardovskij
(3261) Tvardovskij (1979 SF9) – planetoida z pasa głównego asteroid okrążająca Słońce w ciągu 4,95 lat w średniej odległości 2,9 j.a. Odkryta 22 września 1979 roku.